# Guarda Costeira Canadense

Bandeira

A Guarda Costeira Canadense (em inglês: Canadian Coast Guard; em francês: Garde côtière canadienne  é uma organização federal canadense subordinada ao Ministério de Pesca e Oceanos ("Ministère des Pêches et Océans").

## Missão
Tem como principais responsabilidades a busca e salvamento marítimo, o auxílio a navegação, a poluição marítima,e atua com seus quebra-gelos para manter as rotas de navegação abertas.

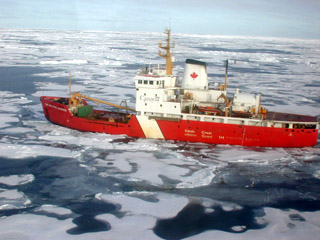
CCGS Sir Wilfrid Laurier um dos navios quebra-gelo da Guarda Costeira do Canadá